# موسى جاغران
موسى جاغران (بالتركية: Musa Çağıran)‏ هو لاعب كرة قدم تركي في مركز الوسط، ولد في 17 نوفمبر 1992 في يلغن في تركيا. شارك مع منتخب تركيا تحت 17 سنة لكرة القدم ومنتخب تركيا تحت 21 سنة لكرة القدم. أما مع النوادي، فقد لعب مع آلتاي إزمير وبورصة سبور وعثمانلي سبور وغلطة سراي وقونية سبور ونادي جوزتيبي ونادي كارديمير كارابوك سبور.

## وصلات خارجية
- موسى جاغران على موقع الاتحاد الأوربي (الإنجليزية)
- موسى جاغران على موقع اتحاد تركيا (لاعب) (الإنجليزية)
- موسى جاغران على موقع قاعدة بيانات كرة القدم.إي يو (الإنجليزية)
- موسى جاغران على موقع Soccerway.com (الإنجليزية)
- موسى جاغران على موقع عالم كرة القدم.نت (الإنجليزية)
- موسى جاغران على موقع AS.com (الإسبانية)